# Midway (comté de Franklin)
Pour les articles homonymes, voir Midway.
Midway est une communauté non incorporée située dans le canton de Laurel dans le comté de Franklin en Indiana aux États-Unis.

## Annexe